# Siesikai
Siesikai (ryska: Сесикай) är en ort i Litauen. Den ligger i den centrala delen av landet, 80 km nordväst om huvudstaden Vilnius. Siesikai ligger 76 meter över havet och antalet invånare är 601.
Terrängen runt Siesikai är mycket platt. Runt Siesikai är det ganska glesbefolkat, med 35 invånare per kvadratkilometer. Närmaste större samhälle är Ukmergė, 16,7 km öster om Siesikai. Omgivningarna runt Siesikai är en mosaik av jordbruksmark och naturlig växtlighet.